# Course de plat
Pour un article plus général, voir Sport hippique.
 (décembre 2014).
Si vous disposez d'ouvrages ou d'articles de référence ou si vous connaissez des sites web de qualité traitant du thème abordé ici, merci de compléter l'article en donnant les références utiles à sa vérifiabilité et en les liant à la section « Notes et références ».

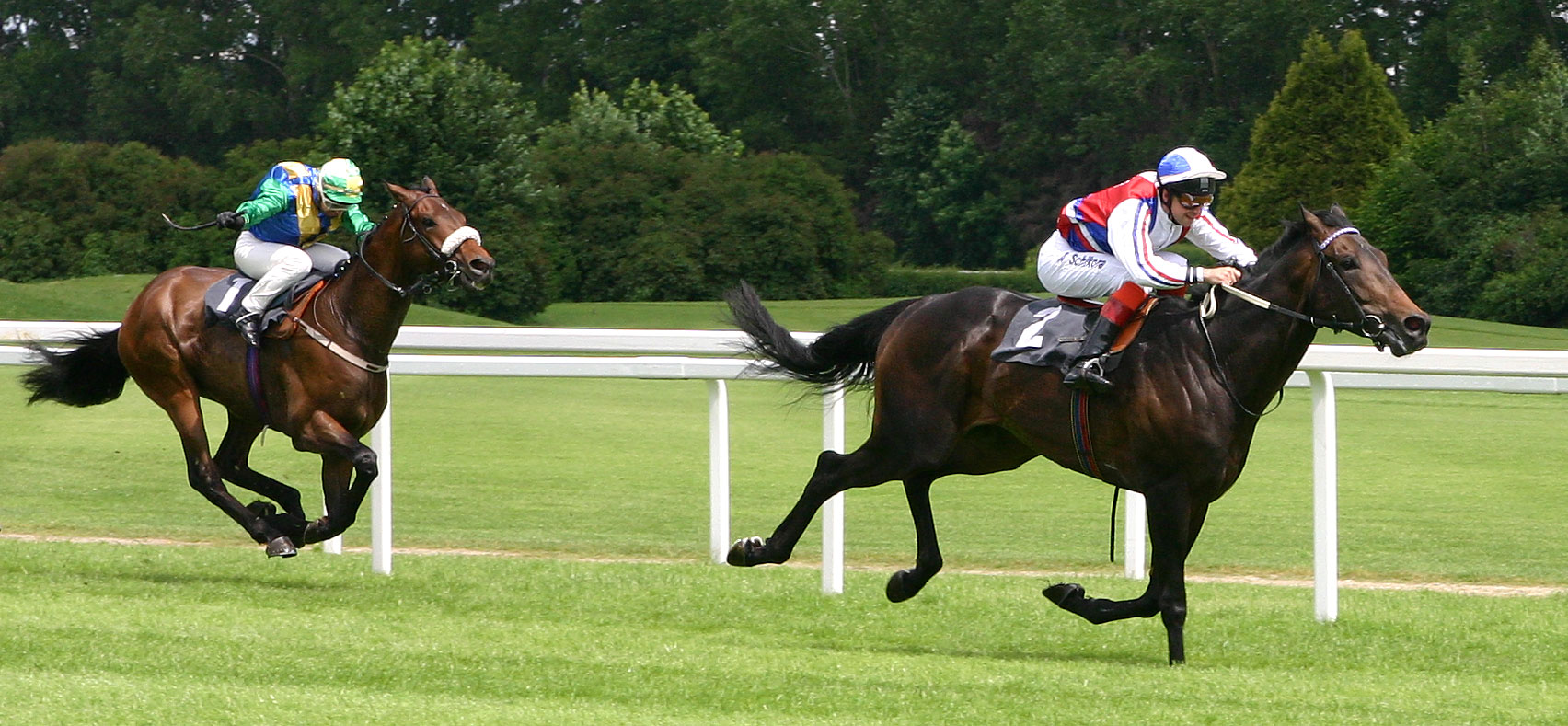
Course de plat.

Une course de plat est une course hippique de galop sans obstacles par des cavaliers appelés jockey. 
Le principe de la course de plat est, à première vue, très simple : partir au galop, et franchir le poteau d'arrivée le premier. 

## Participants des courses
La plupart de ces courses sont réservées à la race des pur-sang anglais, mais certaines épreuves sont destinées à des AQPS (Autres que pur sang) et aux pur-sang arabes.
Il existe des courses pour chaque tranche d'âge. Certaines courses sont réservées aux chevaux de 3 ans, c'est le cas des grands classiques printaniers (Derby d'Epsom, prix de Diane, prix du Jockey-Club, Derby irlandais, 2 000 Guinées). D'autres aux chevaux d'âge (Grand prix de Saint-Cloud, Coronation Cup). À partir de l'été, les 3 ans et les "vieux" se rencontrent lors dans de grandes courses intergénérationnelles dont la plus importante est le Prix de l'Arc de triomphe.

## Le début de la course
Les chevaux, à la suite d'un tirage au sort, obtiennent un numéro qui désigne leur stalle de départ. Le no 1 se retrouve à la corde, le no 18 complètement à l'extérieur, ce qui signifie qu'il devra parcourir une plus grande distance dans les virages. C'est donc un élément important, qui peut parfois coûter la victoire.
Les chevaux prennent le départ dans des stalles
Les chevaux sont placés dans des stalles alignées les unes à côté des autres. Lorsque le départ est donné, les stalles s'ouvrent automatiquement et les chevaux jaillissent au galop.

Début de la course
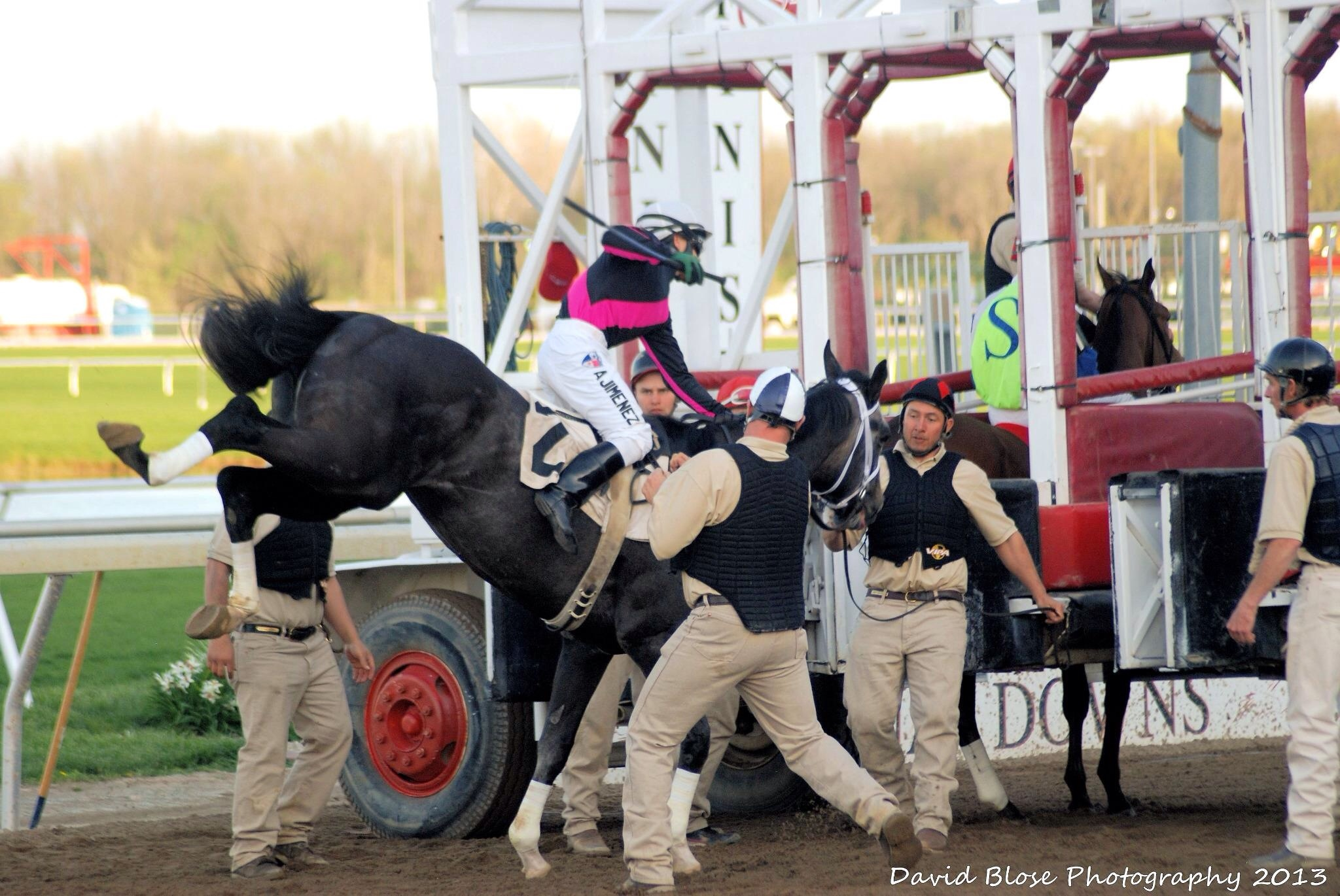
Entrée des chevaux dans les stalles.
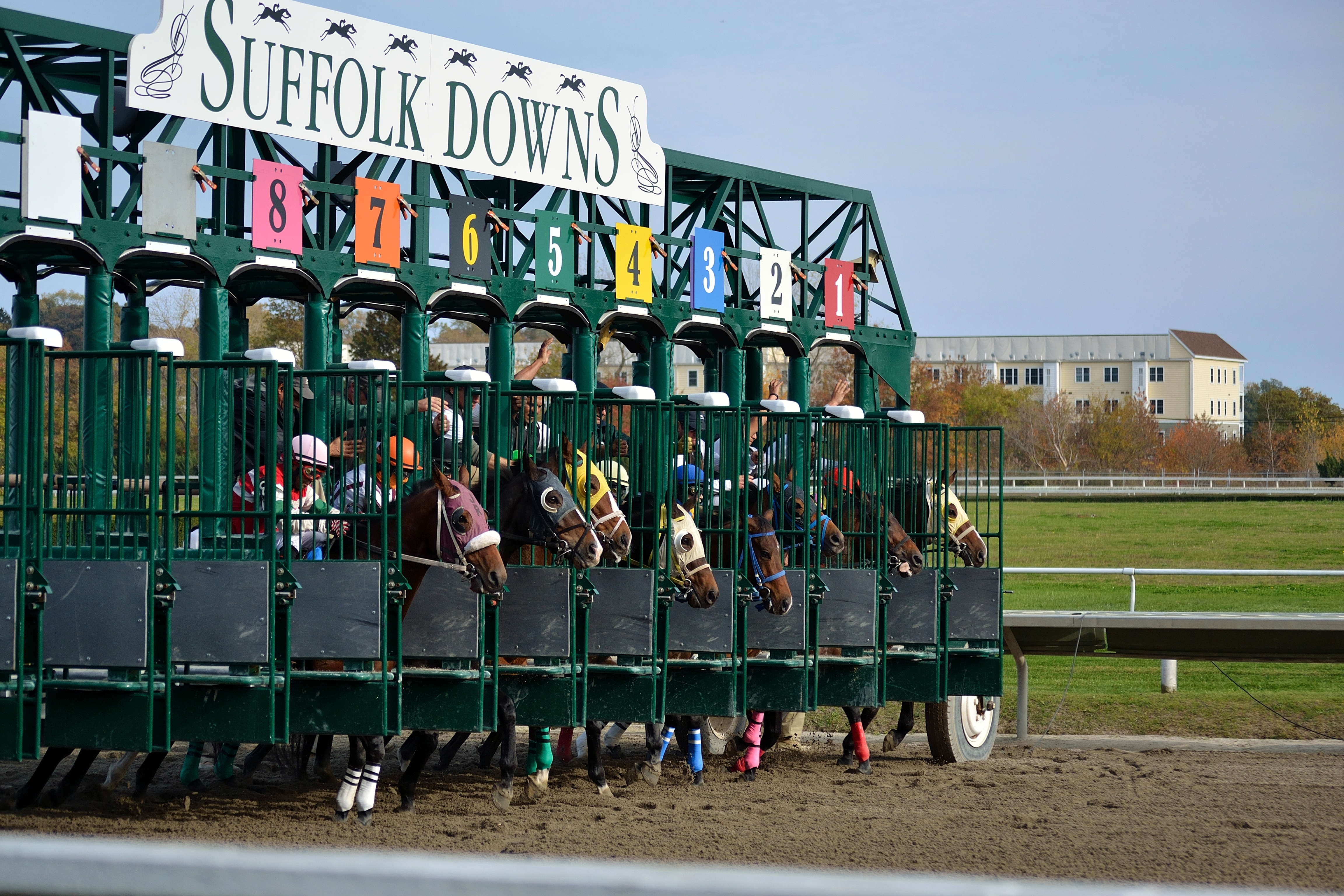
Ouverture des stalles.
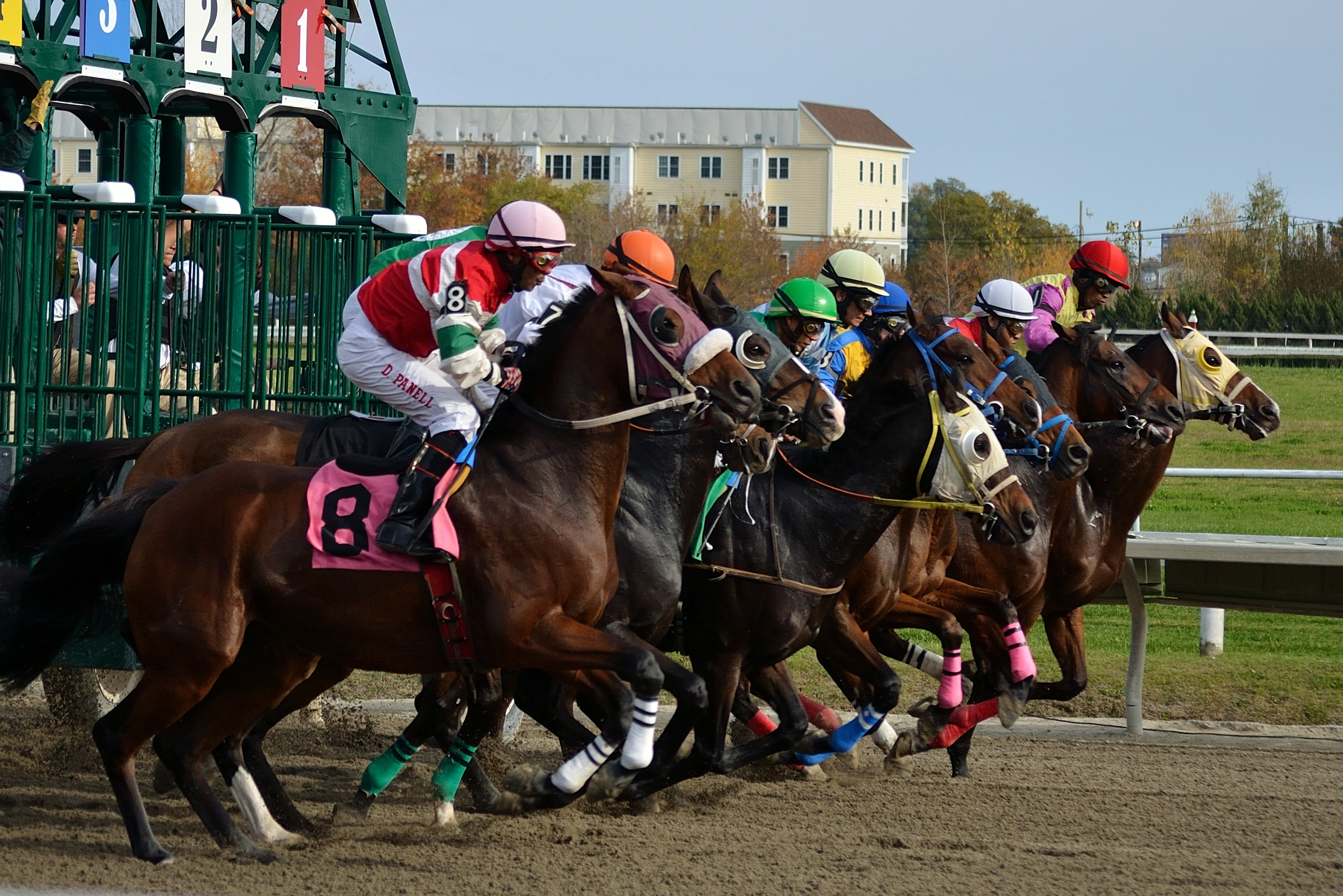
Départ de la course.

## Longueur
Les distances des courses varient de 900 à 4 000 m.  
Les distances de course sont variables, de 900 mètres (quelques courses pour deux ans) à 4 000 mètres (par exemple le Cadran se disputant sur l'hippodrome de Longchamp à Paris), mais le plus souvent comprises entre le mile (1 600 mètres) et 2 400 mètres. La distance reine varie selon les régions et les traditions. Ainsi, en Europe, les plus grandes courses se déroulent sur la distance classique des 2 400 mètres (prix de l'Arc de Triomphe, Derby d'Epsom, Derby irlandais). Aux États-Unis, c'est sur 2 000 mètres qu'ont lieu les courses les plus importantes (Kentucky Derby, Breeders' Cup Classic). 

## Courses célèbres
La course de plat la plus célèbre est le Prix de l'Arc de Triomphe. Il existe d'autres courses très prestigieuses notamment en Angleterre, en Irlande, aux États-Unis, au Japon, à Hong Kong, à Dubaï, en Allemagne ou en Italie.
Il existe une hiérarchie des courses à travers la planète. Les courses les plus importantes sont des Courses de groupe. Les plus prestigieuses sont classées en Groupe I (Prix de l'Arc de Triomphe, Derby d'Epsom, Dubaï World Cup par exemple), puis on trouve les courses de Groupe II, les courses de Groupe III, puis les Listed-Race, les handicaps, les prix de série et enfin les courses à réclamer. À noter que sur le continent américain, on utilise le même système de classement, mais dans certaines conditions le terme de Groupe peut-être remplacé par celui de Grade.